# Polygonum czukavinae
Polygonum czukavinae là một loài thực vật có hoa trong họ Rau răm. Loài này được Soják miêu tả khoa học đầu tiên.